# Хольцварт, Оливер
Оливер Хольцварт (нем. Oliver Holzwarth) — немецкий рок-музыкант, бас-гитарист групп Blind Guardian и Rhapsody of Fire. Родился в Мюнхене.
Оливер исполнял партии бас-гитары в Blind Guardian с 1998 года как в студии, так и на концертах. Несмотря на это, он не отмечен в составе группы на её официальном сайте. Причиной тому, по словам Маркуса Зипена, было нежелание нарушать формат квартета, а также возможность для вокалиста Ханси Кюрша при желании вернуться к игре на бас-гитаре. По словам Маркуса, «пятый гвардеец» Оливер вполне удовлетворён своим полуофициальным статусом.
Помимо прочего, Оливер участвует в группе Power Quest, а в 2009 году провёл тур с певицей Тарьей Турунен. Он также заменял выбывшую по болезни басистку в Leaves Eyes.
Брат Оливера, Алекс Хольцварт, играет на ударных в итальянской группе Rhapsody of Fire. Оливер и Алекс были участниками группы Sieges Even до её распада в 2008 году. После раскола Rhapsody, Оливер покинул Blind Guardian и присоединился к половине группы, возглавляемой Алексом Старополи. С 2017 года играет в группе TRAGUL совместно с Алексом.